# Lou Pride
George Louis Pride (* 24. Mai 1944 (nach anderen Angaben: 1950) in North Chicago; † 5. Juni 2012 in Chicago) war ein US-amerikanischer Blues- und Soul-Sänger.

## Leben
Pride wurde in North Chicago geboren. Wie viele andere Soul- und Blues-Sänger hatte er seine Wurzeln im Gospel. Er besuchte die First Baptist Church des Baptistenpredigers Edward Coles, dem Vater von Nat King Cole. Nachdem er zusammen mit seiner Mutter einen Auftritt des Blues-Gitarristen und -Sängers B. B. King sah, wollte er Blues-Sänger werden. Zunächst passierte jedoch nicht viel. Er tourte zwei Jahre mit den The Karls durch deutsche Fernsehsendungen. Nach seiner Rückkehr gründete er schließlich mit einer Sängerin ein Duett namens JLC. Die beiden hatten irgendwie den Charme von Sam & Dave und verstanden sich so gut, dass sie heirateten und sich in El Paso (Texas) niederließen.
In den frühen 1970er Jahren veröffentlichte Pride seine erste Single I’m Com’n Home in the Morn’n mit dem Titel I’m Not Thru With You auf der B-Seite. Es folgten weitere Singles mit den Titeln Look Out on Love, We’re Only Fooling Ourselves, You’ve Got to Work for Love, und Been Such a Long Time. 1979, während er in Albuquerque lebte, nahm Pride sein erstes Album Very Special auf. Es wurde 1988 unter dem Namen Gone Bad For A Very Special Reason auf Black Gold Records neu aufgelegt. Zwei Jahre später nahm er 1990 gemeinsam mit Curtis Mayfield das Album Gone Bad Again auf. Auf dem Label Ichiban Records erschien 1997 die CD Twisting The Knife und 2000 auf dem Label Icehouse das Album I Won’t Give Up. Sein bekanntestes Werk Words Of Caution wurde 2002 auf Severn Records veröffentlicht. Es folgten unter diesem Label die Alben Words Of Caution (2002) und Keep On Believing (2005). Außerdem wurden 2003 mit dem Album The Memphis/El Paso Sessions 1970–1973 seine früheren Songs veröffentlicht.
Pride starb am 5. Juni 2012. Das Erscheinen seines letzten Studio-Albums Ain’t No More Love in this House, dessen Aufnahmen Pride kurz zuvor beendet hatte, war von seiner Plattenfirma Severn Records für Herbst 2012 angekündigt worden, ist jedoch bislang (Juni 2013) nicht nachweisbar.

## Diskografie

### Alben
- 1979: Very Special neu aufgelegt als Gone Bad For A Very Special Reason im Jahr 1988
- 1988: Gone Bad For Very Special Reason
- 1990: Gone Bad Again
- 1996: Love At Last
- 1997: Twisting The Knife
- 2000: I Won’t Give Up
- 2002: Words Of Caution
- 2003: The Memphis/El Paso Sessions 1970–1973
- 2005: Keep On Believing
- 2013: Ain’t no More Love in This House